# Muenge Kafuanka
Muenge Kafuanka (ur. 7 lipca 1961) – bokser z Zairu (obecnie Demokratyczna Republika Konga), uczestnik Letnich Igrzysk Olimpijskich 1984. 
Podczas igrzysk w Los Angeles, startował w wadze lekkopółśredniej. W pierwszej rundzie jego przeciwnikiem był Jorge Maysonet z Portoryko. Kafuanka przegrał przez RSC w drugiej rundzie (w 2 minucie), i tym samym odpadł z rywalizacji o medale, zajmując 33. miejsce.